# Flora Groult
Pour les articles homonymes, voir Groult.
Flora Groult, née le 23 mai 1924 dans le 7e arrondissement de Paris et morte le 3 juin 2001 à La Celle-Saint-Cloud, est une écrivaine et journaliste française.
Fille du styliste de meubles André Groult (1884-1966) et de Nicole Poiret (1887-1967), et sœur de Benoîte Groult, elle a été une féministe engagée ; elle a milité en faveur du droit à l'avortement et pour l'égalité des sexes. Elle a écrit plusieurs livres, certains avec sa sœur Benoîte, et travaillé pour le magazine Elle.
De son mariage avec Michael Pringle, elle a eu deux filles : Colombe, journaliste, et Vanessa Pringle Royaux (1955-2024).
Elle meurt, en 2001, d'une crise cardiaque. Elle était atteinte de la maladie d'Alzheimer.
Quand elle avait été décorée de la Légion d'honneur, en 1988 par François Mitterrand, il avait  loué  son écriture «vive, alerte, précise, au français très pur».